# Xã Clarence, Michigan
Xã Clarence (tiếng Anh: Clarence Township) là một xã thuộc quận Calhoun, tiểu bang Michigan, Hoa Kỳ. Năm 2010, dân số của xã này là 1.985 người.